# Motorola 6845

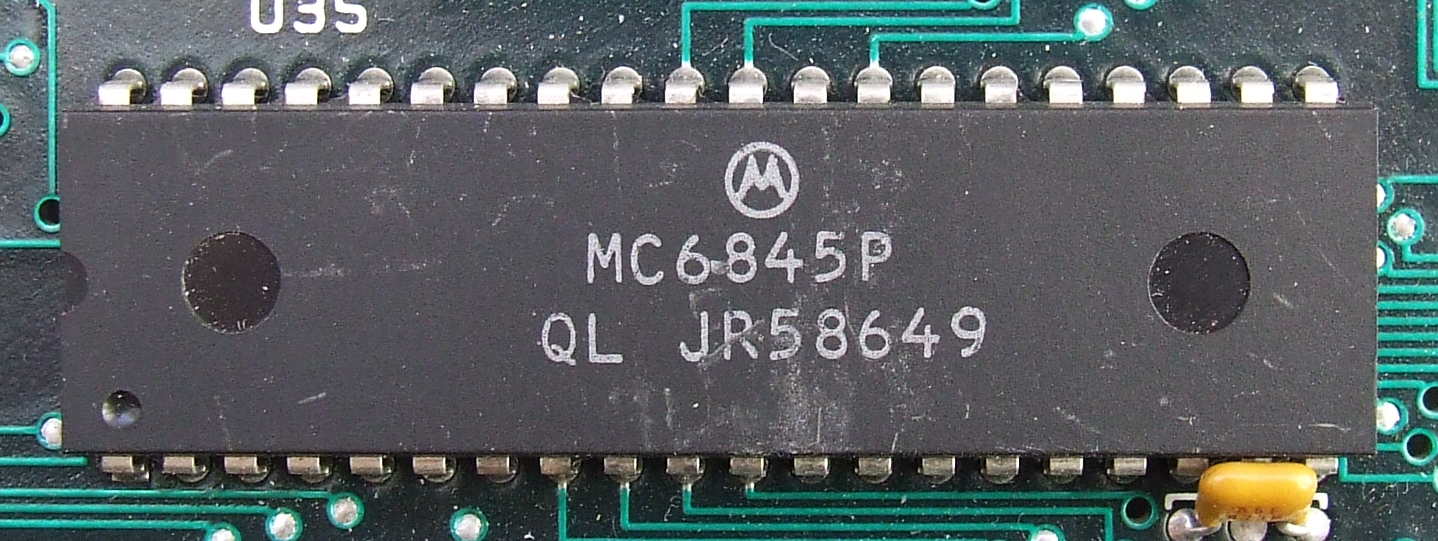
Controlador de CRT Motorola 6845

O Motorola 6845 (ou MC6845) é um gerador de endereços de vídeo produzido pela Motorola e usado nas placas de vídeo MDA, CGA e EGA, no Amstrad CPC, BBC Micro e Colour Genie. Sua funcionalidade foi duplicada e estendida por circuitos customizados no padrão VGA. Está relacionado ao 6545 produzido posteriormente pela MOS Technology (Commodore Semiconductor Group) e Rockwell (em duas versões), e foi clonado pela Hitachi como 46505.
Também ficou conhecido como 6845 CRTC ou CRTC6845, sigla para controlador de tubo de raios catódicos em inglês.
Embora tenha sido projetado com base na UCP Motorola 6800 e recebido uma numeração de acordo, foi usado conjuntamente com vários outros microprocessadores.